# Saint Seiya: Omega
Saint Seiya: Omega (Ω) (聖闘士星矢Ω Seinto Seiya Omega?) Los Caballeros del Zodiaco Omega;  el cual fue creado, escrito e ilustrado por el autor japonés Masami Kurumada. Cronológicamente la historia de la serie, está ubicada 30 años en el futuro a los eventos narrados al final de la serie original, en el umbral del siglo XXI. Está dirigida por Morio Hatano (conocido por la dirección de las series pertenecientes a la franquicia Heartcatch Precure animadas igualmente por Toei) y cuenta con el diseño de personajes y la dirección de animación de Yoshihiko Umakoshi quien hiciera los mismos deberes con la serie Casshern Sins y la película Street Fighter Alpha:Generations respectivamente.
La serie marca el regreso a la animación de parte del estudio que animara la serie original, sus películas y los OVAs de la saga de Hades, Toei Animation. Asimismo, TV Asahi retoma sus funciones como la televisora patrocinadora Saint Seiya Ω, como hicieron con la adaptación del manga Saint Seiya a la animación.
El estreno de la serie en Japón se dio el 1 de abril de 2012 en el canal TV Asahi. Toei Animation describe la serie como una «historia de anime original», independiente de la continuidad del manga de Masami Kurumada que aún no ha finalizado, pero que de todas maneras se presume que se encuentra cronológicamente muchos años después del esperado final de Next Dimension, ya que hasta el momento no ha contradicho ningún aspecto de este. Kurumada no está involucrado en el proceso creativo de la serie, aunque se le acredita en concepto como «el creador de la serie original».
En febrero del 2013, se anuncia mediante la revista KeroKero Ace, la producción de una segunda temporada, este nuevo arco está titulado Saint Seiya Ω: New Cloth Chapter (聖闘士星矢Ω: 新生聖衣編（セイントセイヤオメガ: ニュークロスへん） Seinto Seiya Omega Nyū Kurosu Hen?) está dirigida por Tatsuya Nagamine, cuenta con el diseño de personajes de Keiichi Ichigawa quien ha trabajado en Ring Ni Kakero, One Piece, Yu Gi Oh!, entre otras series famosas, y la dirección de animación de Emiko Miyamoto. El estreno de la segunda temporada se dio en Japón el 7 de abril de 2013 y su segundo arco, vio la luz el 3 de noviembre del mismo año. Este nuevo arco se titulará Saint Seiya Ω: Awakening The Omega (聖闘士星矢Ω: Ω覚醒編（セイントセイヤオメガ: あう明けにオメガへん） Seinto Seiya Omega: Omega Kakusei Hen?), contará con nuevo opening y por primera vez una banda de rock femenino llamada Cyntia. En Latinoamérica la serie fue estrenada en Chile a través de ETC TV.

## Argumento

### Primera temporada
La Diosa Athena que gobierna en paz la Tierra, continúa la batalla contra los dioses que intentan la supremacía sobre este mundo. Los Caballeros pelean para proteger a Athena de los dioses malignos mediante el uso del cosmos, la energía de sus cuerpos usan una cloth que pertenecen a sus constelaciones protectoras.
Años después de la era de Saint Seiya cerca del siglo XXI, Marte el Dios de la Guerra, desciende a la Tierra con la intención de instaurar un nuevo orden y gobernar así el planeta, Athena y el bebé Kōga están en peligro, pero el Caballero Dorado Legendario Seiya de Sagitario aparece para luchar contra Marte, logrando salvar a ambos, pero siendo encadenado a manos del Dios de la Guerra. Athena preocupada por la nueva crisis y para paliar el vacío de Caballeros Dorados establece la palestra, un centro de entrenamiento, formación y estudios para quienes ya son Caballeros de Bronce o Plata. Kōga es criado por Saori pero él no sabe que es la Diosa Athena, siendo entrenado por Shaina de Ofiuco desde su infancia para convertirse en el Caballero de Bronce de Pegaso. Él solo descubre que Saori es Athena trece años después cuando ella desaparece a manos de Marte quien ha vuelto ahora, después de haberse recuperado totalmente de sus lesiones debido al ataque que le propinó Seiya supuestamente a costo de su vida. Su nacimiento es un misterio para el y él está buscando la solución de este misterio, también busca saber el verdadero paradero de Athena, cuando ya convertido en el Caballero de Bronce de Pegaso, es invitado a visitar Palestra, ingresando al torneo de Palestra para ganar y así ascender a Caballero de Plata y poder ver a la diosa que según todos, se encuentra en el Santuario, cosa que le produce mucha curiosidad y preocupación. Al llegar al santuario se dará cuenta de que este ha sido invadido por el maligno Dios de la Guerra y lo han nombrado el nuevo Patriarca del santuario. Kōga de Pegaso con la ayuda de sus nuevos amigos Sōma de León Menor, Ryūhō de Dragón, Yuna de Águila y Haruto de Lobo, pelean contra otros Caballeros de Plata, conocen a reconocidos Caballeros de Bronce y, para luego volver a pelear pero esta vez contra los Caballeros Dorados, y sobrevivir para que todos, junto con el Caballero de Bronce Eden de Orión derroten al dios Marte; y para rescatar a Athena que está en manos del poderoso Dios Sumerio de la Oscuridad, Apsu, para ello regresará el Caballero Dorado Legendario Seiya de Sagitario para derrotar al temible dios.

### Segunda temporada
Seiya de Sagitario es enviado por orden de Athena a asesinar a la pequeña Diosa Palas pero le es imposible ejecutar a una niña, su honor se lo impide... pierde así la única oportunidad de evitar una nueva Guerra Santa; Un Palasiano en rango Primer Nivel, llamado Titán de la Gran Espada toma bajo su protección a su Señora burlándose de la clemencia mostrada anuncia la nueva batalla. Seiya regresa al Santuario y le informa a Athena de lo sucedido y ella la perdona, la Diosa le ordena a Kōga que busque a los Caballeros que están dispersados por todo el mundo, Kōga que junto con su nuevo amigo un Caballero de Acero llamado Subaru se adentraran en esta nueva aventura en la que se suman Shiryu de Libra, Ikki de Fénix, Shun de Andrómeda y Hyoga de Cisne quienes junto a otros Caballeros Dorados deberán hacer frente a los "cuatro altos palasianos" cuya fuerza es superior a la de tres caballeros de oro juntos. Luego en la batalla contra Palas Subaru es ascendido recibiendo la Armadura de Bronce de Caballo Menor.

## Temática de la serie
Los santos han entrado a una nueva era, la era de los elementos. Son 7 elementos del cosmos y es necesario dominar un elemento si es que el santo portador del ropaje sagrado desea tener este nuevo poder. las armaduras reaccionan junto con estos elementos; pero también los más poderosos guerreros pueden dominar un elemento sin necesidad de usar su armadura, a estos se les ha llamado "prodigios".
Cada ataque de elemento del cosmos puede ser ventajoso contra otro elemento del cosmos según sus cualidades naturales, aun así, si el cosmos de un guerrero es más poderoso que el cosmos del guerrero cuyo elemento tiene una ventaja, simplemente esta ventaja se anula por tener tal nivel de cosmos. Los elementos mencionados en la serie son: fuego (火 Hi?), Viento (風 Kaze?), trueno (雷 Kaminari?), tierra (地 Chi?), agua (水 Mizu?), oscuridad (闇 Yami?) y la luz (光 Hikari?). Cada uno de ellos con sus puntos fuertes y débiles, así como sus cualidades. El elemento de la luz es supremo ya que no posee ninguna desventaja ante otros ataques de elementos pero es el más difícil de encontrarse en algún santo, el de oscuridad solamente puede sucumbir fácilmente contra la luz y la mayoría son guerreros malignos como los Marcians.

Viento  (efectivo contra el trueno)
Fuego  (efectivo contra el viento)
Agua  (efectivo contra el fuego)
Tierra (efectiva contra el agua)
Trueno (efectivo contra la tierra)
Oscuridad (efectiva contra todos menos contra la luz) y Luz (efectiva contra la oscuridad y sin debilidad)

## Desarrollo
A inicios del 2012, se habían realizado muchos rumores en internet sobre la producción de un nuevo anime relacionado con Saint Seiya. Esto se mantuvo como especulación hasta mediados de febrero cuando Toei Animation comunicó de manera oficial, la creación de dicha serie, la cual llevaría el título de la serie original más el sufijo Omega representado en el signo griego Ω. Con el tiempo, Toei empezó a desvelar nuevos detalles de como estaría compuesta dicha serie, la trama que esta contendría, los personajes que participarían en esta serie - sobre este punto, Toei confirmó la aparición de nuevos personajes - la temática que la serie tendría, el villano de esta, y el diseño de los personajes, los cuales estarían dirigidos por Yoshihiko Umakoshi en reemplazo de Shingo Araki quien falleció a finales del 2011. Otra persona que ha ingresado al equipo de producción de Omega ha sido Kunio Tsujita, Tsujita es conocido según Anmtv como «un viejo miembro de la serie clásica Saint Seiya donde realizó el mismo labor habiendo participado también en los ovas de Hades y la película Tenkai Hen siendo muy bien comentado su labor en la franquicia de los personajes originales». Al principio, este había creído que se haría un remake de la serie clásica de acuerdo al que su amigo Seiji Yokoyama (compostior de la música de Saint Seiya) le había comentado, pero al pasar el tiempo, se fue dando cuenta que el proyecto «se trataba de una serie nueva y no de una remake como le habían dicho» según lo confirmó él mismo.
A pesar de que Umakoshi es el diseñador oficial de la serie, Toei ha revelado algunos bocetos del proyecto "supuestamente" realizados por Shingo Araki. Según Toei, este proyecto estaba gestándose desde al año 2010 y en ese momento, le pidieron a Araki que se encargara de crear a los personajes que conformarían la serie. Araki trabajó como diseñador hasta finales del 2011 cuando decidió retirarse por problemas de salud, para luego fallecer de insuficiencia circulatoria en el hospital de Tokio, el 1 de diciembre de 2011. Aunque se ha puesto en duda sobre la autoría de los bocetos, Anmtv comunica que los ejecutivos de Toei aclararon de manera oficial que los bocetos fueron creados efectivamente por Araki y sirvieron a Umakoshi de inspiración para el diseño final de la serie. De los diseños de Umakoshi, se ha hablado mucho de la forma que ha dibujado a los personajes clásicos, siendo uno de los más comentado, el de Shaina de Ofiuco, al que Anmtv califica de manera positiva debido a que «el diseño tipo "látex" (así lo menciona el medio) le sienta muy bien a la guerrera clásica de plata dándole un aspecto sexy». Otros personajes como Seiya, Saori y Tatsumi también han sido mostrados con el nuevo estilo de animación despertando toda clase de comentarios entre los usuarios de Anmtv.

## Lugares de la serie

### El Santuario de Atenea

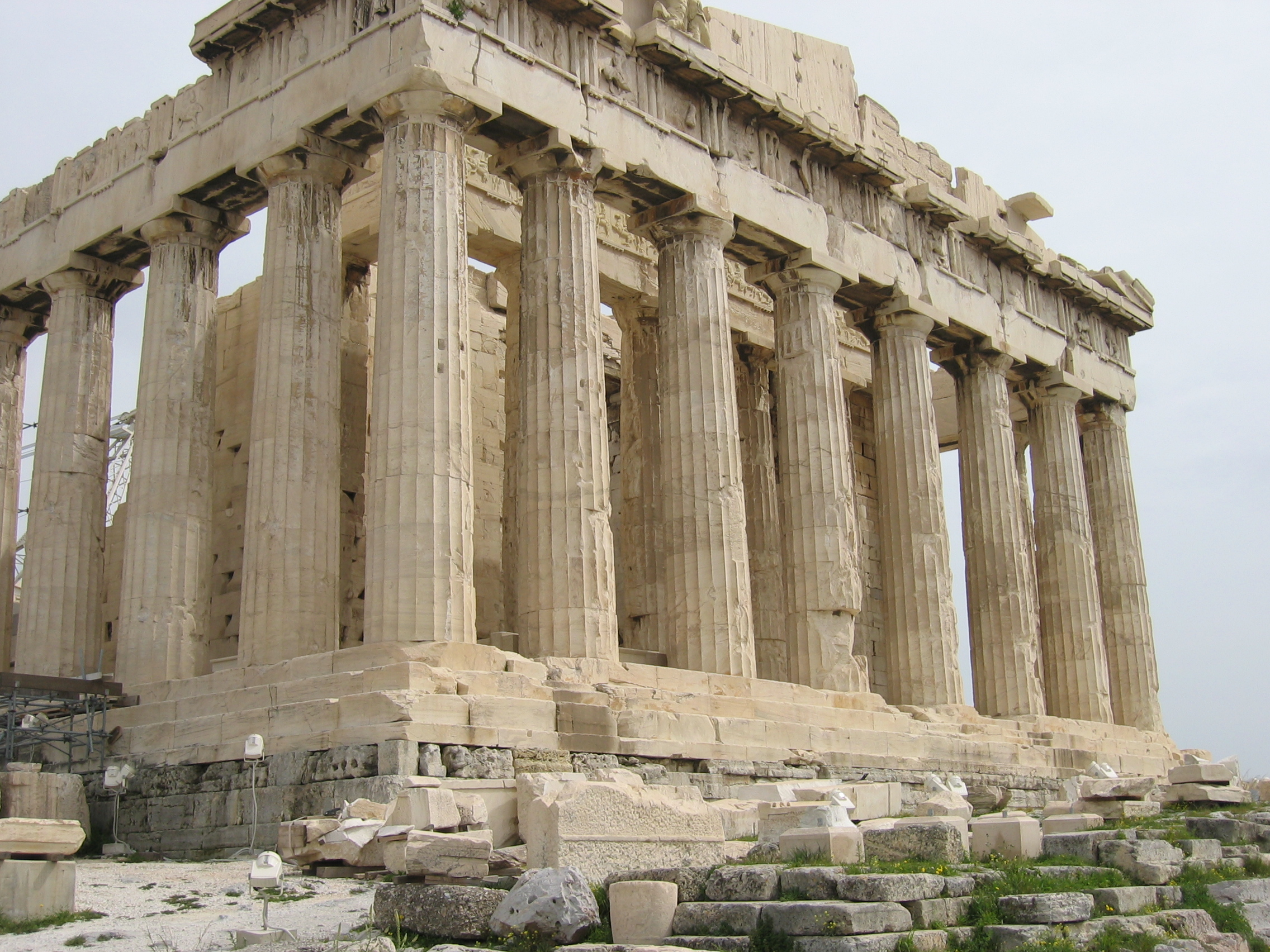
Representación en donde se encontraba Atenea cuidando de Kōga

La historia comienza con Saori Kido y con un pequeño bebé llamado Kōga quien cuando creciera heredaría la armadura de Pegaso. El santuario es el lugar de mando de los Santos, luego de la saga de Saint Seiya muchos santos han muerto dejando el santuario casi sin santos que la resguarden, Atenea disfrutaba de la presencia de su hijo adoptivo cuando son atacados en pleno santuario por el Dios de la Guerra, Mars, quién en su afán por secuestrar a Atenea es detenido por Seiya quien está vistiendo la Cloth Dorada de Sagitario, acompañado por sus camaradas Shun de Andrómeda, Hyōga de Cisne, Shiryū de Dragón e Ikki de Fénix, Mars huye de la pelea pero no sin antes dejarles una Herida Marciana a cada uno de ellos inclusive a Atenea.

### Isla del Huérfano

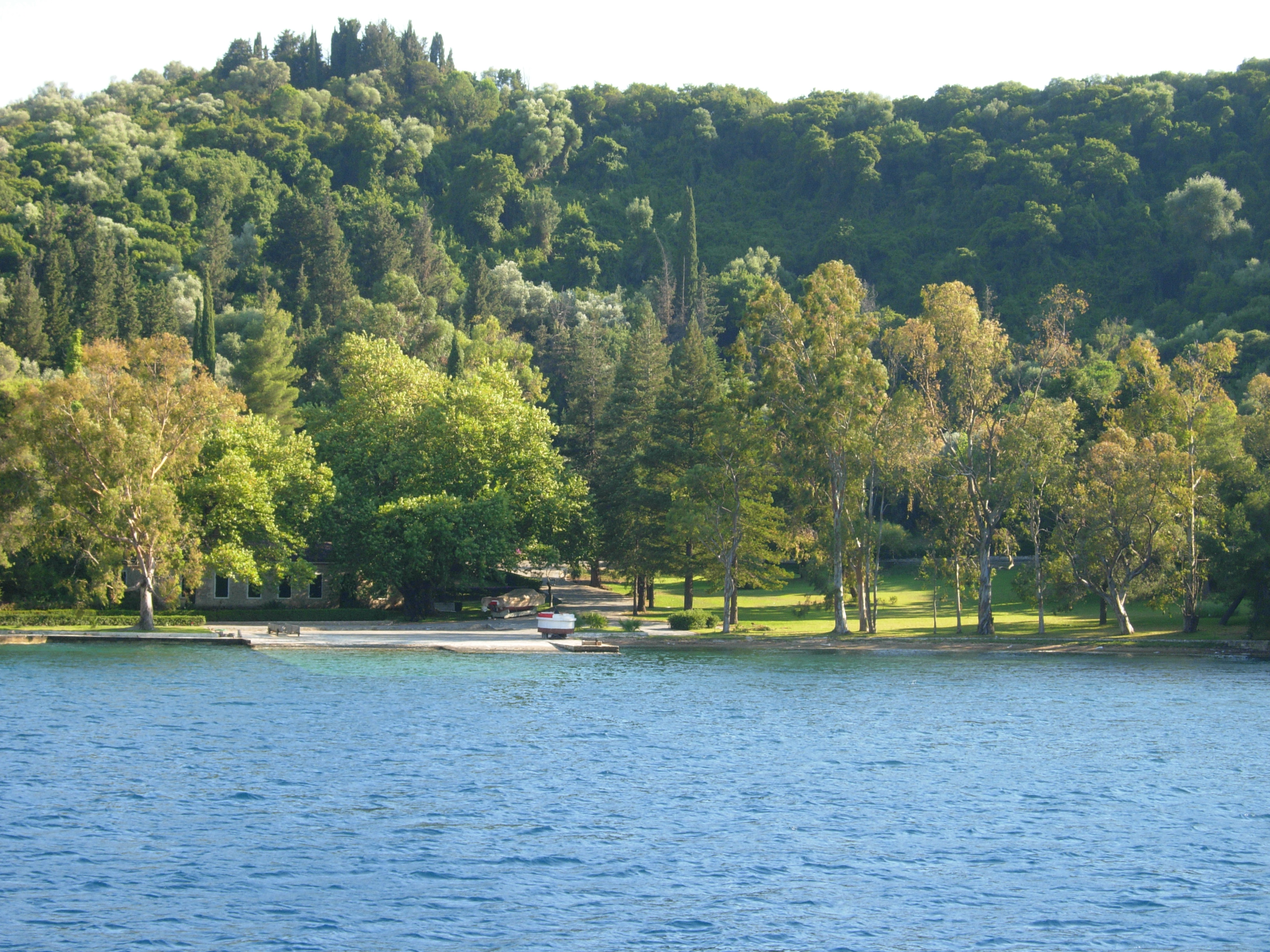
Skorpios, posible representación de la Isla del Huérfano

En este lugar es en donde se crio Kōga bajo los cuidados de Saori Kido y posterior fue entrenado por Shaina de Ofiuco, esta isla con características de clima tropical y una verde fauna, es de la propiedad de la Fundación Graude y se encuentra al sur del santuario.
Kōga un joven quien no cree en la leyenda de los santos y de una nueva guerra estando cerca del siglo XXI son atacados nuevamente por Mars que esta vez si logra secuestrar a Atenea pero Shaina de Ofiuco trata de atacar a Mars sin embargo, ella también es infectada por la Herida Marciana, Kōga que despierta su cosmos y la cloth de pegaso responde a dicho cosmos, le hace frente al Dios de la Guerra llegando al punto de lastimarlo pero sus actos no fueron lo suficiente como para proteger a la Diosa.

### Palestra

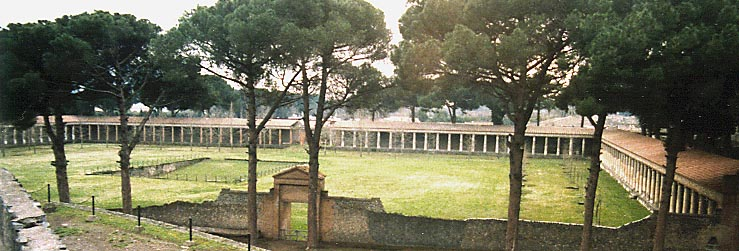
Lugar de entrenamiento para los santos, fundada por Atenea

Para disminuir el exceso de derramamiento de sangre, Toei recrea lo que sería un "internado" para futuros santos, en Palestra es el primer destino en donde Kōga junto con su nuevo compañero Sōma de León Menor llegan para buscar a Atenea, en ese lugar se encuentran al resto de los personajes principales (como Yuna de Águila y Ryūhō de Dragón, más adelante conocen a Eden de Orión y Haruto de Lobo) y otros Santos de Bronce en entrenamiento, dicho lugar es fundada por Saori Kido y en este lugar lo tiene todo desde dormitorios, planetarios, bibliotecas, etc. hasta prisiones para aquellos santos que se niegan a cumplir órdenes.
En Palestra son recibidos por Geki (antiguo santo de Osa Mayor), él lleva a Kōga a conocer en persona al director de Palestra y Patriarca del Santuario, Ionia, que después de una pequeña disputa Kōga se convence de que Atenea esta a salvo en el santuario.
Aunque más adelante, Ionia de Capricornio habla que antes de entregarse a Cabo Sunión, él había creado y fundado la primera Palestra, esa Palestra queda totalmente en ruinas cuando los estudiantes de la Palestra forman una revuelta contra Ionia, queman toda el lugar e Ionia como acto de "salvación" asesina a todos sus discípulos.

#### Palestra: Coliseo

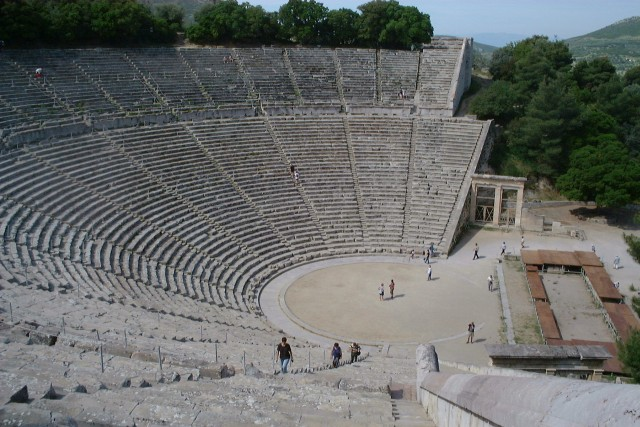
Combates de entrenamiento para los santos

En este lugar es en donde se hacían los combates de entrenamiento para mejorar técnicas elementales o para resolver riñas y/o disputas personales, claro siempre y cuando este algún maestro como supervisor ya que una de las reglas primordiales de Palestra es "las peleas entre santos esta totalmente prohibida, cualquier pelea clandestina será considerada como traición".
En este lugar se enfrentó Yuna de Águila contra Spear de Pez Espada ya que este último tenía una cierta "riña" con Yuna, el combate se realiza dando como resultado a Yuna sin máscara y Spear derrotado.
Cabe destacar que este Coliseo también aparece en el Santuario.

#### Palestra: Saint Fight
En este lugar es en donde los santos ganaban sus ascensos, es decir, los Santos de Bronce pasaban por ciertas pruebas rigurosas antes de llegar al Saint Fight y, en dicho lugar se hacían torneos de combates entre santos en la cual el contrincante se rinde o muere en ella, al final el santo que gane todo el torneo es ascendido por la propia Atenea a Santo de Plata para luego ser llevado al Santuario y continuar con su entrenamiento.

### Torre de Babel

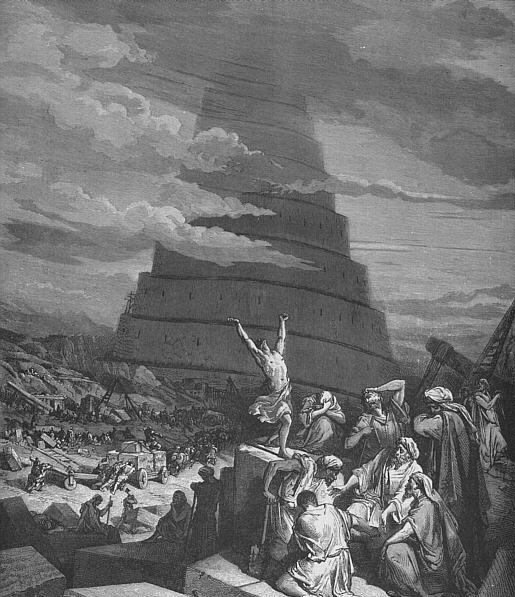
Torre de Babel, según el libro de Génesis en el Antiguo Testamento

Torre de Babel, pintura al óleo sobre madera de Pieter Brueghel el Viejo

Dios "castiga" a la humanidad por su arrogancia y confrontatividad exponiendo al hombre a la confusión de lenguas. La confusión implica la posibilidad de volver a aprender y el hombre debe ir en ese camino hasta encontrar la claridad que le haga superar el odio y la confrontación. Solo así podrá superar la confusión y aprender un nuevo idioma que lo identifique con el prójimo. Su tema es la construcción de la torre de Babel que, según la Biblia, fue una torre construida por la Humanidad para alcanzar el cielo. Según el Génesis, Yahvé confundió la lengua de los hombres, lo que les llevó a dejar la torre inacabada y a que se marcharan en todas direcciones.

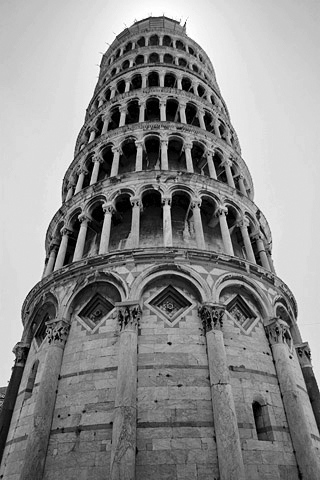
Torre de Pisa, su estructura es parecida a la Torre de Babel en Saint Seiya Ω

La Torre de Babel en Saint Seiya Ω fue construida en las ruinas del Santuario luego de que Mars forzará a la nueva Atenea, Aria, a destruir el Santuario. Usando el poder de Aria se construye la Torre de Babel como símbolo para Mars en declararle la guerra a Atenea y a todos los santos que la protegen, en ese lugar fueron llevados todos los estudiantes y maestros de Palestra para ser crucificados por Schiller de Cáncer (quien crea un pilar especial que absorbe cosmos) y con ayuda de Reactores de Cosmos absorben el cosmos de la naturaleza de La Tierra. En ese lugar se desarrolló la pelea entre el santo dorado Micenas de Leo contra los santos de bronce, en la cual los santos de bronce tuvieron una derrota muy rápida y, desde luego Kōga de Pegaso y Seiya de Sagitario se enfrentaron contra el Dios Mars.

### Castillos de Marte

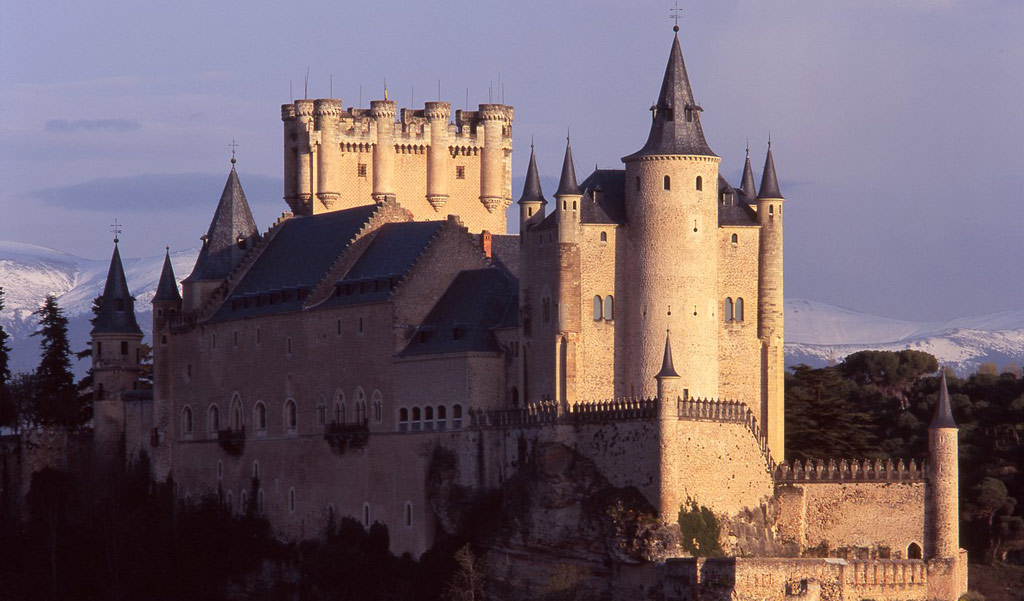
Posible primer castillo de Mars

Curiosamente, el castillo de Ludwig (receptor de Mars) es muy parecido al Alcázar de Segovia. En este lugar Ludwig, un hombre político, honesto y justo, de carácter formal, de gran porte y aristócrata, vivió con su primera esposa y madre de la pequeña Sonia, de nombre Misha, la feliz pareja acordaron juntos en ir al teatro, Misha llega primero y luego de esperar un buen tiempo por su esposo, ella decide entrar pero un atentado político en la que varias personas mueren en una explosión y entre esas personas se encontraba Misha, Ludwig al ver la explosión decide recurrir a la venganza y matar con sus propias manos a los responsables del atentado, Ludwig obsesionado por "limpiar el mundo" es poseído por el Dios Mars que según su ideología la corrupción de la humanidad se debía a Atenea.

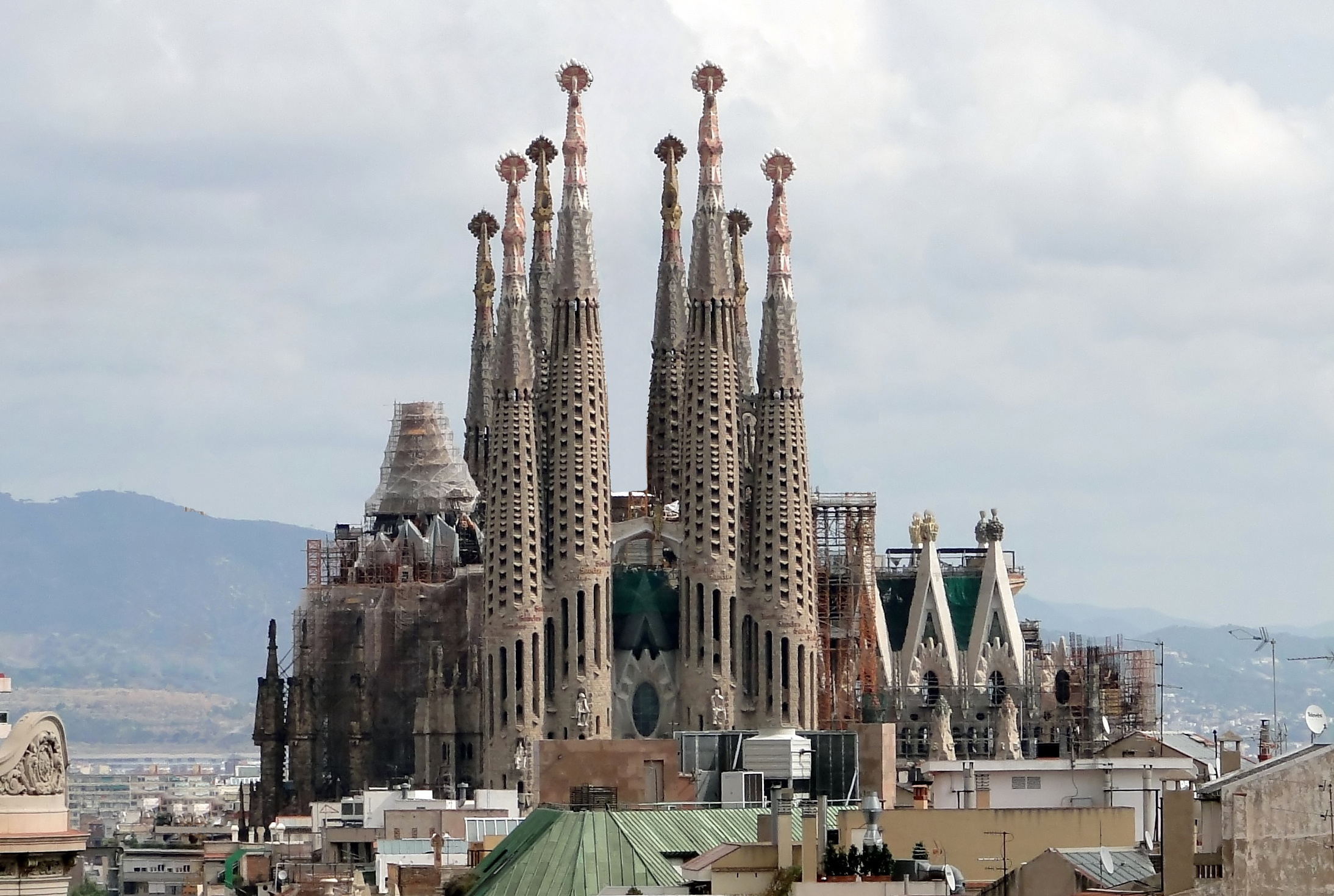
El segundo castillo de Mars

El Templo Expiatorio de la Sagrada Familia en España sirvió como uno de los segundos castillos de Marte en Saint Seiya Ω, su ubicación se encuentra en las ruinas del Santuario cerca de la Torre de Babel, en ese lugar se encuentran los santos traidores y ejércitos de marcians, también allí vivían Marte y su segunda esposa Medea quien cargaba en brazos al pequeño semidiós, Eden de Orión, en ese lugar se desarrolló la pelea entre los santos de bronce contra Enéada de Escudo y Sonia de Avispón para rescatar a Aria que había sido llevada por el mejor amigo de ella, Eden de Orión.

### Cabo Sunión

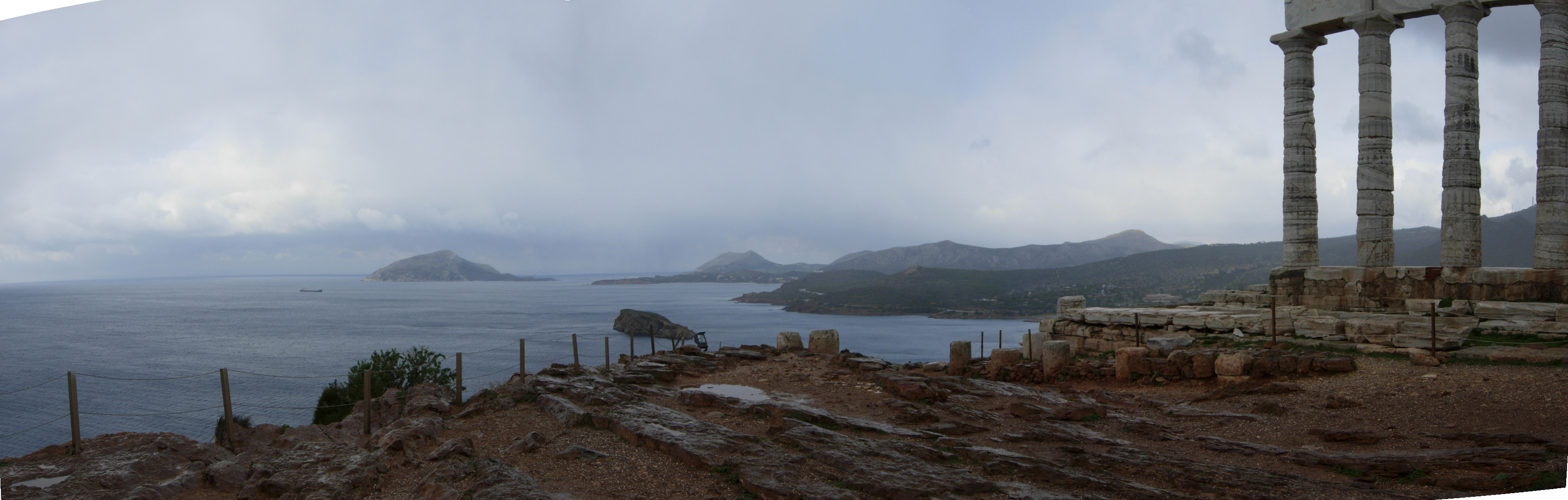
Cabo Sunión

En la historia antigua, Cabo Sunióm fue usado para divisar los barcos que se acercaban a Atenas (Véase Cabo Sunión). En las sagas de Saint Seiya, Cabo Sunión, sirvió como prisión para los santos desleales, santos que tenían malos pensamientos hacia Atenea o que planeaban asesinarla y solo el poder de un Dios podría liberarlos; en Saint Seiya, Kanon de Géminis fue encerrado en Cabo Sunión por su hermano gemelo Saga de Géminis, debido a que Kanon era antes de por sí maldad pura y provocaba a su hermano a caer en la oscuridad pero uno de los verdaderos motivos por los que Kanon fue llevado a prisión fue por contarle a su hermano los siniestros planes de traicionar a Atenea.
En Saint Seiya Ω, Ionia de Capricornio fue encerrado allí luego de haber asesinado a todos sus estudiantes de la primera Palestra que él construyó, más tarde fue liberado por la propia Atenea y le otorgó la armadura dorada de Capricornio; en su segunda temporada, Paradox de Géminis fue encerrada por su deslealtad hacia Atenea, ella dice que odia a Saori Kido por el hecho de haber nacido como una Diosa, más tarde es liberada por una Pälasiana, Galia de la Espada Dios de Guerra, cortando Cabo Sunión a la mitad.

### Los Santos Dorados: La Batalla de las Doce Casas

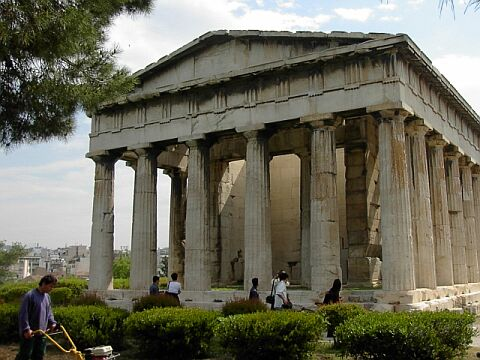
La mayoría de los templos del zodiaco están basadas en la arquitectura de templos griegos

Luego de que Mars destruyera el Santuario y obligara a Aria a construir las nuevas casas del zodiaco usando el cosmos de ella (los nuevos templos del zodiaco se encuentran alrededor de la Torre de Babel), Mars asesina a Aria en frente de los santos de bronce, Aria le pide a Kōga que proteja el mundo que ella tanto amaba, en busca de detener los planes de Mars y cumplir la última voluntad de Aria, los jóvenes caballeros de bronce se adentran en las casas del zodiaco.
La primera casa es la de Kiki de Aries, antiguo discípulo de Mu de Aries, el cual retiene a los santos para repararles las armaduras debido a las últimas batallas que tuvieron, Kiki enciende los fuegos avisándoles que solo tienen doce horas para atravesar las doce casa, Kōga es el primero en repararle su armadura, dejándola como nueva para luego seguir hacia la siguiente casa, los demás intentan seguirlo pero Kiki les bloquea el camino para comenzar a repararle sus armaduras.
La segunda casa es la de Harbinger de Tauro, un hombre alto notoriamente fornido, nacido (en los que se ve entre sus recuerdos) en los barrios de Nueva York en Estados Unidos, Harbinger pelea contra Kōga rompiéndole los huesos en frente de la mirada atónita de los demás santos de bronce, ellos intenta enfrentarse al santo dorado pero son rápidamente derrotados y cada quien con sus huesos rotos, Kōga se levanta, hace estallar su cosmos y ataca Harbinger con su Meteoro de Pegaso, Harbinger responde con su poderosa técnica Gran Cuerno, los demás que poco a poco se levantaban son tele-transportados por la técnica de Harbinger, mientras que Kōga cae derrotado ante el santo dorado y el primer fuego se extingue. Kōga a pesar del dolor de varios huesos rotos se sigue levantando y sorprende a Harbinger atacándolo con un increíble cosmos, el santo dorado también responde ante el agresivo cosmos de Pegaso, ambos santos se atacan con sus mejores técnicas, Harbinger, sorprendido ante el cosmo de Kōga y en especial ante su fuerza de voluntad y fe inquebrantable hacia Atena lo deja pasar por su casa y comienza a apreciar a los santos de bronce.
La tercera casa es la de Paradox de Géminis, la primera mujer en ser un santo dorado, Ryūhō es teletransportado hasta ese lugar, una vez que se adentra es sorprendido por Paradox, el santo dorado femenino habla con Ryūhō diciéndole su admiración hacia su padre Shiryū y le pide que se una a la causa de Mars, Ryūhō se niega y empieza la batalla, Ryūhō intenta golpearla pero Paradox esquiva sus golpes muy fácilmente, el santo dorado femenino sorprende a Ryūhō cuando lo ataca con la técnica Dragón Naciente, dejando a Ryūhō en el suelo pero luego se levanta, hace arder su cosmos y ambos se atacan con Dragón Naciente y esta vez Ryūhō gana pero Paradox revela poseer la personalidad múltiple y golpea brutalmente a Ryūhō dejándolo inconsciente, Ryūhō despierta y se encuentra cara a cara con Paradox, ella se prepara para atacar pero en Kōga llega atacando a Paradox, ella se defiende fácilmente y en medio de la pelea aparece la segunda personalidad de Paradox, llamándose así misma Paradox del Odio y con una fuerza brutal ataca a Kōga pero Ryūhō se lo impide y es entonces que Paradox ataca a Ryūhō regresando a su personalidad normal, el santo dorado usando su técnica Espejismo de la Encrucijada y le muestra a Ryūhō como fue su pasado, él la cuestiona acerca de sus acciones y Paradox molesta empieza a odiar a Ryūhō apareciendo su personalidad maligna, ataca al santo de dragón con su Destino Final y Ryūhō es despojado de sus cinco sentidos, en medio de su total oscuridad es el cosmos de Kōga que hace que Ryūhō despertará su séptimo sentido y causándole problemas al santo de Géminis la cual estaba confundida con sus dos personalidades al mismo tiempo, para que al final Paradox cayera al suelo ante la técnica de Ryūhō llamada Cien Dragones de Rozan y, así Kōga y Ryūhō avanzan a la siguiente casa pero Paradox recupera el conocimiento de inmediato y deja que los santos de bronce salgan de su casa.
La cuarta casa es la de Schiller de Cáncer, un hombre que desde niño enfrentó los embates de una guerra civil y el carcelero de los santos de la Torre de Babel, Yuna es tele-transportada hasta ese lugar, una vez que entra se encuentra con ataúdes alrededor de ella y, justo en frente de ella aparece Schiller que invoca a los zombis que estaban en los ataúdes para que peleen por él, Yuna los derrota rápidamente pero Schiller invoca a las dos amigas de Yuna, Komachi de Grulla y Arne de Liebre, que se encuentran en estado premortem, Yuna al principio no sabía que hacer pero luego de sentir como el cosmos de Kōga avanza se arma de valor y ataca directamente al invocador, Schiller se molesta y la ataca con Ondas Infernales, enviando a Yuna cerca del Monte de Yomotsu, Kōga y Ryūhō llegan a la casa de Cáncer y Schiller los recibe, los santos de bronce atacan a Schiller pero este bloquea los golpes fácilmente, el santo de Cáncer furioso envía a los santos de bronce al Monte de Yomotsu usando Ondas Infernales pero Kōga recibe la técnica directamente pero antes agarra a Schiller y se lo lleva con él, ambos santos se encuentran en el Monte de Yomotsu y Schiller enfadado ataca a Kōga enviándolo con las almas de las personas que fueron asesinada por Mars, Yuna encuentra a Kōga para avisarle que Aria posiblemente se encuentre en ese lugar, el santo de Cáncer les dice que la nueva Atenea esta en un infierno peor que Yomotsu, Kōga al escuchar eso empieza a despertar su cosmos de oscuridad y ataca a Schiller sobrepasando el cosmos del santo dorado pero fue gracias a las palabras de Yuna que Kōga regresa a la normalidad y cae inconsciente, Schiller decidido intenta matar a Kōga pero Yuna se lo impide, el santo dorado se encarga de Yuna y luego herido se dirige donde el santo de pegaso para asesinarlo sin embargo Yuna despierta el séptimo sentido y Schiller responde ante su cosmos, elevando el suyo al máximo y ambos santos se atacan con sus mejores técnicas pero Schiller muere al caer al Monte de Yomotsu en un poso de lava, Kōga y Yuna regresan a la casa de Cáncer al lado de Ryūhō y juntos se dirigen a la siguiente casa mientras que el fuego de Géminis se extingue, mientras que entre la pelea de Yuna, Kōga y Schiller, Haruto y Sōma habían sido tele-transportados a la quinta casa, allí gobierna el santo dorado Mykēnē de Leo, una persona noble que pelea con orgullo, maestro de Eden de Orión y el único que sabe el secreto de Mars, los santos de bronce usan sus mejores técnicas pero Mykēnē los detiene con solo un dedo y los ataca con Rugido del Rey, dos ondas de choque que viajan a la velocidad de la luz que paralizan al oponente y luego los golpea, Haruto y Sōma caen contra el suelo pero poco a poco se levantan y elevan más sus cosmos, Mykēnē empieza a tener dudas en su mente acerca de la situación actual y acerca de las acciones de Mars, debido a eso Mykēnē eleva su cosmos y vuelve a atacar con Rugido del Rey pero Haruto y Sōma ya saben cómo funciona su técnica y la neutralizan pero Mykēnē los ataca rápidamente con Emblema del Rey, una técnica poderosa y destructiva que arrasa con todo lo que se encuentre en su paso e iba contra Sōma pero Haruto lo empuja y recibe de lleno la técnica, Sōma se enfurece y ataca Bombardeo de León Menor, el santo dorado no le da tiempo de esquivarlo y recibe la técnica causándole fisuras en la hombrera de la cloth dorada, Mykēnē ahora entiende por lo que ellos pelean y decide darles pase por la casa de Leo, Haruto y Sōma se dirigen rápidamente a la casa de Virgo mientras que Mykēnē toma el camino secreto a la recámara del Patriarca para pedir explicaciones acerca de la traición de Medea mientras que el fuego de Cáncer se extingue.
La siguiente casa es la de Virgo, los jóvenes santos de bronce se reúnen finalmente pero cuando llegan a la casa de virgo son obligados a entrar en ella, allí Fudō de Virgo sin siquiera vestir su cloth dorada posee un cosmos excepcional, pelea con los ojos cerrados y para más es la reencarnación del una Deidad llamada Fudō Myō-ō, Haruto y Sōma atacan primero con sus mejores técnicas pero Fudō se protege con la técnica Ōm y con esa misma técnica los estrella contra el suelo pero estos se levantan y vuelven al ataque con una técnica combinada pero pasa lo mismo, Yuna y Ryūhō que han despertado el séptimo sentido también lo atacan pero solo logran desfigurar el campo de energía del santo dorado, Kōga intenta atacar con Meteoro de Pegaso pero sus golpes son devueltos por Fudō, este usa su técnica Condena Mundana, una cuerda sagrada aparece y los amarra brutalmente de pies a cabeza luego usando su cosmos hace que las cuerdas ardan como el fuego con su técnica Liberación del Samsara, los santos de bronce recuerdan el porqué de su lucha, se levantan mientras que van elevando todavía más su cosmos y rompen las cuerdas que los ataban, Fudō abre los ojos y con lágrimas también entiende los ideales por los que ellos pelean y decide poner a prueba sus ideales, invocando su cloth de Virgo y su cosmos se vuelve abrumador, el santo de Virgo ataca con Descensión del Iluminado elevando a sus enemigos al aire y apareciendo detrás de Fudō, los Cinco Reyes de la Sabiduría y, ahí mismo ataca con Kān para que esos reyes disparen rayos de cosmos en forma de lanza incrustándose en los corazones de los santos de bronce, estos a duras penas se pueden mover entonces Fudō decide poner fin a sus vidas lanzándoles la Rendición del Demonio pero son salvados por Eden que llega para pelear contra Fudō mientras que el fuego de Leo se consume. Fudō cree que Eden ha llegado para ayudarlo pero Eden le cierra la boca y le dice que él viene con la intención de pelear contra él para ponerse a prueba si está preparado para pelear contra su padre Mars, Fudō acepta las palabras de Eden y lo ataca como un traidor más con su técnica Descención del Iluminado y Eden se deja atacar solo para medir el poder de su técnica, Eden trata de atacar pero Fudō es más rápido y lo ataca con Condena Mundana pero Eden neutraliza la técnica, lo ataca y para sorpresa de Fudō, Eden logra mover de su puesto al santo dorado, este le pregunta ¿por qué el hijo de Mars está luchando ahora en contra de los planes de su propio padre? y Eden le responde que lo hace porque se siente culpable que siendo tan fuerte no pudo proteger a Aria, Kōga le recrimina diciéndole que es muy tarde para arrepentimientos pero Eden ataca a los jóvenes caballeros y los expulsan de la casa de Virgo quedándose él solo contra Fudō y ambos reanudan la batalla, Fudō lo ataca con Sabiduría del Iluminado una poderosa técnica que estrella a Eden contra el suelo a tal punto que crea un enorme cráter pero este se levanta y empieza a recordar los momentos que paso junto a Aria y, gracias a eso Eden despierta el séptimo sentido pero Fudō responde al cosmos de Eden elevando el suyo al máximo y lo vuelve a atacar con Sabiduría del Iluminado pero Eden neutraliza tan poderosa técnica con Orión Devastador quedando Fudō herido y este se rinde ya que logró comprender las acciones por las cuales Eden pelea y, lo deja cruzar por la casa de Virgo.
Los jóvenes caballeros que habían sido expulsados por Eden de la casa de Virgo se dirigen a la casa de Libra pero a mitad de camino un santo dorado que sale de su casa llega para pelear contra los jóvenes santos de bronce y es nada menos que Tokisada de Acuario, el asesino del hermano mayor de Haruto de Lobo y el recién ascendido a santo de Acuario por Medea, los jóvenes santos atacan primero pero Tokisada los derrota fácilmente y expulsa a Kōga de las escaleras que unen Virgo con Libra sin embargo el santo de Libra lo salva a él y a los jóvenes santos de bronce usando las armas de Libra para tele-transportarlos a su casa pero Tokisada no se queda atrás y los persigue, durante el breve momento en que se vieron nuevamente las caras, el santo dorado Genbu de Libra se disculpa con los jóvenes santos por el último encuentro que tuvieron entre ellos y les avisa que tanto él como el santo de Aries les son leales a Atenea, y que no opondrán resistencia ante la presencia de ellos pero Tokisada llega a la casa de Libra para impedirles a los jóvenes santos que sigan avanzando, este se dispone a pelear contra Genbu aun sabiendo que se convertiría en la batalla de los mil días, Tokisada ataca con su técnica Golpe de Tiempo haciendo que Genbu se mueva lentamente pero aumenta la velocidad de sus golpes para que la técnica de Tokisada no tenga tanto efecto en él, Tokisada aplica la misma técnica en Genbu pero el santo de Libra aumenta su cosmos y ataca a la velocidad de la luz con su técnica Furia Real de Ronza dejando a Tokisada contra el suelo, el santo de Dragón se sorprende al escuchar como Genbu invoca en cada una de sus técnica la palabra "Rozan" y Genbu le habla de que él es el último aprendiz de Dohko de Libra y el heredero de la cloth de Libra, Tokisada se levanta herido y se regenera con su técnica Regresión del Tiempo y vuelve a atacar a Genbu, ambos pelean incansablemente pero Genbu se está cansando y Tokisada con ayuda de su Regresión del Tiempo se evita el agotamiento, este vuelve a atacar a Genbu con una serie de golpes y rematarlo con su poderosa técnica Ejecución de Cronos, Genbu esquiva y sale ileso de la técnica de Tokisada y además le da un fuerte golpe en la cara a este, Tokisada intenta usar su Regresión de Tiempo pero ya no puede por el uso extremo de su cosmos, ambos santos dorados están demasiado exhaustos pero Tokisada se obliga a sí mismo y estallar su cosmos y usar de nuevo su técnica Ejecución de Cronos pero Genbu también ataca con su poderosa técnica Ascensión Celestial de Rozan, absorbiendo la técnica de Tokisada y devolviéndola con el doble de poder y, el santo de Acuario queda gravemente herido, Medea que lo ha estado viendo todo decide destruir las doce casa del santuario para impedir que los jóvenes santos sigan adelante, Genbu emplea sus últimas fuerzas y usando su cosmos impide que las casas sean destruidas, pero Tokisada recupera la conciencia y negado a perder ataca con una técnica suicida a Genbu pero el santo de dragón junto con el santo de Lobo se interponen y reciben la técnica de Tokisada siendo tele-transportados a otra dimensión en donde pasado, presente y futuro se unen y en donde la última pelea contra Tokisada se da, Haruto y Ryūhō atacan con sus mejores técnica pero el santo dorado las bloquea fácilmente, Haruto despierta el séptimo sentido al ver como Tokisada se burla de su hermano mayor llamándolo "santo fracasado", Tokisada también eleva su cosmos y lo ataca con Ejecución de Cronos, dicha técnica le está robando el cosmos alrededor pero Haruto anula la técnica y ataca al santo de Acuario derrotándolo y dejándolo inconsciente, Genbu que pudo sentir el cosmos de Haruto usa las armas de Libra para tele-transportarlos a la casa de Libra y les dice que los demás ya se han adelantado a la siguiente casa.
Kōga, Sōma y Yuna llegan a la octava casa, allí les espera la segunda santo dorado femenino e hija de Ludwig Sonia de Escorpio, Sonia era anteriormente una Marcian pero fue ascendida por Medea a santo de Escorpio y Sōma la recuerda como la asesina de su padre Kazuma de la Cruz del Sur, el santo dorado ataca a los jóvenes santos de bronce sin tener piedad de ellos y cuando estuvo a punto de matar a Yuna, Sōma ataca al santo dorado, esta se defiende con Agujas Carmesí y Sōma responde con Fuego Ardiente de León Menor quedando en igualdad de poderes, Sōma vuelve a atacar pero solo para crear un espejismo alrededor de ella y les dice a Kōga y Yuna que se adelanten a la siguiente casa mientras que Sōma se encarga de Sonia, la batalla empieza con golpes de cosmos pero Sonia es quien gana la ronda pero cuando estaba a punto de matar a Sōma a esta se le cae la cloth-stone de la Cruz del Sur, el santo dorado la recoge e inmediatamente la destruye causando la ira del santo de bronce, él la vuelve a atacar con una serie de golpes pero Sonia lo derrota fácilmente, Sōma le cuestiona a Sonia acerca de las acciones que su padre Mars está cometiendo pero ella cae en locura ya que la razón y la lealtad se contraponen en su cabeza y Sonia al escuchar las palabras de Sōma, estalla su propio cosmos y el de su cloth al máximo para atacar con Torbellino Antares pero en medio de la técnica la cloth dorada de Escorpio abandona a su portador dejando a Sonia rodeada de un incontrolable y descomunal cosmos, Sōma para salvarla eleva su cosmos al séptimo sentido y entra al poderoso cosmos de Sonia y poco a poco su cloth se desquebraja y la tiara de su cloth se rompe, poco a poco el cosmos de fuego de Sonia la consume y Sōma la salva pero demasiado tarde, el santo de Escorpio recuerda como fue su niñez y luego fallece en brazos de Sōma, Eden que siente el cosmos de su hermana se apresura para llegar a la casa de Escorpio mientras que el fuego de Libra se apaga. Kōga y Yuna corren a toda prisa y llegan a la casa de Sagitario, el guardián de esa casa es Seiya de Sagitario pero él está desaparecido y en ella encuentran el mensaje de Aioros de Sagitario: A los santos que se encuentran presentes, les encomiendo la protección de Atenea, Kōga y Yuna después de leer el mensaje se dirigen a la casa de Capricornio, donde les espera el santo dorado traidor Ionia de Capricornio, ambos llegan y entran a la casa de Capricornio y se encuentran sorprendidos de la actitud de Ionia que se encuentra alabando la estatua de Atenea, Kōga y Yuna piden explicaciones al traidor e Ionia les habla acerca de su pasado, él fundó la primera Palestra para aquellos jóvenes que lo perdieron todo tuvieran un nuevo propósito en la vida, Ionia al saber de las hazañas de Seiya, Shiryū, Hyōga, Shun e Ikki creyó que sus estudiantes no estaban a la altura para portar alguna cloth y los forzó a duras pruebas pero dichos estudiantes se cansaron de los "castigos" de Ionia y se revelaron quemando toda Palestra, Ionia no le quedó más opción que asesinar a todos sus estudiantes y por voluntad propia se entregó Cabo Sunión, tras varios años de encierro él escribió libros acerca de "como debía ser un santo" hasta que un día la propia Saori Kido fue hasta su prisión y lo liberó pidiéndole que fuese el santo de Capricornio y el nuevo Patriarca del Santuario a lo que Ionia acepta hasta que poco tiempo después recibe la visita de Medea y esta le lava el cerebro haciéndole creer que el destino de todas las reencarnaciones de Atenea era el sufrimiento eterno y que para aliviar el dolor es entregarla a aquellos que la amenazan, Kōga al escuchar tal locura eleva su cosmos y lo ataca directamente pero Ionia recibe el golpe sin la protección de su casco, Ionia sigue hablando y descubrió que en el tiempo que estuvo preso, como las palabras cobraban vida con solo desearlo, e Ionia saca un libro llamado libro de la obediencia, en la portada de ese libro aparece un dibujo de la espada sagrada Excalibur, Kōga ataca al santo dorado pero este usa su técnica Lenguaje de la Dominación en la cual usando su libro y con su cosmos hacen que Kōga detenga su ataque, Yuna intenta ayudarlo pero Ionia hace lo mismo con ella para luego obligarla a que se golpee contra la pared, Ionia ahora le dice a Kōga que despierte su cosmos de oscuridad y ataque al santo de Águila con dicho cosmos, Kōga a pesar de no desear despertar su cosmos es con la ayuda de los cosmos de Saori y Aria quienes les impide que despierte ese cosmos, el santo de Capricornio no puede creer lo que sucede y usa su mejor habilidad llamada Fuerza de la Juventud recobrando toda su fuerza vital y regresándole su fuerza física, velocidad e inteligencia, el santo dorado que ahora posee un cuerpo formidable ataca a Kōga con todo su ser y este no es capaz de siquiera esquivar dichos golpes ya que se encuentra cansado por impedir que su cosmos de oscuridad aparezca, Kōga recibe una fuerte paliza por parte de Ionia tanto así que la tiara de su cloth se rompe y su propia cloth empieza a desquebrajarse, como si fuera poco Kōga empieza a perder uno a uno sus cinco sentidos hasta que no empieza a sentir los golpes que recibe de Ionia pero Kōga recuerda la promesa que le hizo a Aria y despierta su séptimo sentido y, ataca a Ionia poniendo todo su cosmos en su golpe llamado Cometa de Pegaso logrando que Ionia envejeciera rápidamente, muere feliz, sabiendo que es por la luz de Atenea, pero a la vez triste porque no pudo hacer nada, para librarla de su dolor.
Durante la batalla de Sonia de Escorpio, Mykēnē de Leo llega furioso al templo del Patriarca y descubre que Medea es la manipuladora de toda esta guerra y cuando se dispone a asesinarla el santo dorado más poderoso de todos y que ningún santo dorado lo había conocido aparece ante Mykēnē y lo detiene, Mykēnē le explica todo lo que ha descubierto de Medea creyendo que el santo dorado lo ayudaría pero este admite ante el santo de Leo que él está al tanto de todos los planes de Medea y que la apoya en todo ya que ella es su hermana mayor, Mykēnē enciende todo su cosmos para evitar la pelea a los mil días pero cuando el santo de Piscis enciende el suyo propio, Mykēnē descubre con horror que el santo dorado posee y manipula por completo el cosmos de oscuridad haciendo que el cosmos de Mykēnē sea suprimido, el santo de Piscis ataca de un solo golpe a Mykēnē asesinándolo al instante para luego dirigirse a la duodécima casa en donde esperaría sentado a los jóvenes santos de bronce. Los jóvenes santos de bronce se reúnen en la casa de Acuario y juntos llegan a la casa de Piscis donde les espera el santo dorado más poderoso entre los santos de Piscis Amor de Piscis, el santo dorado empieza con el ataque Agua Silenciosa separando a Kōga y Yuna del resto del grupo, enseguida ataca a Kōga con Sentencia Diferida lanzándole barrotes de oscuridad y paralizándole los movimientos a este, Yuna por su parte ataca al santo de Piscis pero este la esquiva fácilmente y le propone al santo de Águila que ella sea su mujer en el nuevo mundo que Mars está construyendo y Yuna se niega rotundamente entonces Amor ataca a Ryūhō, Sōma y Haruto con Cristalización del Samsara reviviendo a los Cuatro Dioses de la Guerra, dichos Dioses fueron los que acompañaron a Mars durante la primera invasión y les causaron grandes problemas a Seiya, Hyōga, Shiryū, Shun e Ikki hasta que fue con la intervención de Atenea que selló a los Dioses de la Guerra ahora estos Dioses que todavía poseen los sellos de Atenea pelearan contra Ryūhō, Sōma y Haruto, Amor le dice a Kōga que para salvarlos él debe entregarse por completo al cosmos de oscuridad ya que sus barrotes se destruyen con dicho cosmos, Yuna vuelve a atacarlo con una serie de patadas pero este esquiva y la obliga a sentarse una y otra vez al lado de él a observar la pelea dejándola semi-inconsciente al recibir un ataque de Amor, por otro lado, Ryūhō, Sōma y Haruto ya han sido acorralados por los Dioses de la Guerra y a duras cuestas luchan por defenderse de los ataques mientras que sus cloths se desquebrajan poco a poco pero Yuna recupera la conciencia y se dispone a volver a atacarlo pero el santo de Piscis pierde la paciencia y ataca a Yuna dejándola herida y destruyéndole gran parte de su cloth, el santo dorado amenaza a Kōga con asesinar a Yuna sino enciende su cosmos de oscuridad, Kōga no sabe qué hacer, así que Amor procede a rematar a Yuna y Kōga se ve obligado a aceptar y entregarse a su cosmos de oscuridad, destruyendo los barrotes que lo apresaban y salvando de una muerte segura a Yuna, el fuego de Acuario se ha extinguido y los santos de bronce solo tienen una hora para llegar al templo del Patriarca y detener la ambición de Mars, Kōga se ve rodeado de un descomunal cosmos de oscuridad y con su cosmos ataca a uno de los Dioses de la Guerra y lo destruye de un solo golpe dejando a todos sorprendidos, Ryūhō, Sōma y Haruto tratan de detener a Kōga pero no logran conseguir nada pero es Yuna quien vuelve a despertar su séptimo sentido para apaciguar el cosmos de Kōga y lo logra, Kōga vuelve a entrar en razón pero esta vez son Ryūhō, Sōma y Haruto quienes les hacen frente a los Dioses de la Guerra restantes despertando todos sus séptimos sentidos y destruyendo a los Dioses para abrirle camino a Kōga y este corre ante la mirada de Amor y es Yuna quien le hace frente al santo de Piscis mientras que el santo de Pegaso sale de la casa de Piscis, Amor molesto y a punto de atacar a Yuna, Eden llega pelear contra su tío, durante la batalla Amor le confiesa que él asesinó a Mykēnē y lo provoca todavía más diciéndole que el santo de Leo fue un pésimo rival, Edén enfadado ataca a Amor pero este bloquea los golpes fácilmente y le da un golpe certero en el estómago, este vuelve a atacarlo pero Amor bloquea sus movimientos esposándolo contra la pared, Amor corre para buscar a Kōga pero Yuna se lo impide, Amor ataca a Yuna pero esta se levanta y eleva su cosmos, Edén logra zafarse de la técnica de Amor y también se dispone a atacar a su tío pero Yuna decide atacar a Amor para abrirle camino a Edén, este también logra salir de la casa de Piscis ante la mirada de Amor.

#### Los Santos Dorados: El Templo del Patriarca
En el Templo del Patriarca, Kōga vuelve a verse las caras con Mars y exige que le entregue a Atenea atacándolo con Meteoro de Pegaso pero el Dios Mars lo detiene con una sola mano, este ataca con Estrella Roja de Gungnir dejando a Kōga contra el suelo inconsciente y a punto de darle la estocada final Eden llega y ataca a su padre, tras contarles su pasado, la máscara de Mars se rompe, dejando así su rostro al descubierto, Edén comenta que ya no es un mortal sino el poderoso Dios de la Guerra, Mars se enfrenta a Edén pidiéndole a Kōga que vaya en busca del Báculo de Aria, que está mandando el cosmos de la Tierra al planeta Marte, por lo cual Kōga se apresurara a llegar pero no puede quitarlo en la sima porque el poder de oscuridad de Mars lo impide, Edén le dice a Mars que no es su padre si no su enemigo, Mars no puede creer lo que escuchó por boca de su hijo y derrota a Edén apretándolo entre sus brazos, posteriormente se dirigió a la cima de las doce casas donde se encuentra el Báculo de Aria, Mars confronta a Kōga donde el Dios demuestra su superioridad ante el Santo de Pegaso lanzándolo del campo de batalla pero Kōga es salvado por Edén quien seguía vivo, ambos santos deciden pelear juntos contra Mars pero nuevamente la superioridad del dios de la guerra se hace notar, aun así los jóvenes santos se vuelven a levantar para enfrentarse al Dios, Mars atravesó a su hijo y Edén sonriente le dice que él con eso se irá de su lado al igual que Aria y que su hermana Sonia, así como también lo fue su esposa, es entonces cuando Mars comienza a recordar su vida como Ludwig antes de despertar como un Dios, en esa distracción Edén le dice a Kōga que ataque a Mars el cual lo hace nuevamente con el Cometa de Pegaso, el cual al fin no es devuelto hacia él, logrando así derrotar a la oscuridad presente en Mars, según palabras del relator, logrando aniquilar por completo al Dios de la Guerra pero de repente Mars se pone en pie y es Ludwig quien ya sin el espíritu de Mars, reflejado en su rostro una vez más se levanta y camina con paso accidentado, con la intención de ayudar a defender el mundo que Aria y Edén querían defender, Ludwig con la idea de retirar el báculo de Aria para salvar el planeta, tras pedirle perdón a su hijo cae un rayo rojo del cielo que fue enviado por Medea matándolo en el lugar, dejando así su cuerpo inerte en el suelo y último fuego, el de Piscis se extingue luego Medea aparece y sin mostrar mucho remordimiento le quita la oscuridad de su cloth para dárselo a Amor de Piscis su hermano, Medea se teletransporta al planeta Marte mientras que los demás jóvenes santos llegan al Templo del Patriarca y en medio del apocalipsis Amor ahora todavía más poderoso da una última pelea contra los santos de bronce y ahí Amor con su cosmos de oscuridad, lucha contra Edén y Kōga para luego ser transportados a Marte mientras que los otros santos dorados tienen planeado transportar a los jóvenes santos a Marte usando sus cosmos.

## Lanzamiento
A mediados de marzo, Toei lanzó el primer comercial de Saint Seiya Ω, anunciando la fecha en que se estrenaría el primer episodio. En dicho comercial, aparecen los nuevos Santos que participarán en la serie incluyendo al protagonista Kōga; también, aparece Seiya convertido en Santo de Oro. Poco después, saldría el segundo comercial de la serie, en este, resalta la primera aparición (aunque escueta) de Mars como el villano principal. Más adelante, TV Asahi lanzó el tercer comercial en el cual se observa de manera más clara, el combate que tendrían Seiya y Mars al inicio de la serie. El cuarto y último avance de la serie salió el 25 de marzo, seis días antes de su estreno, el 1 de abril.
Además de los avances televisivos, Toei Participó en la feria internacional MipTV 2012 la cual se encarga en la compra y venta de licencias de nuevas series que se realizan anualmente en Francia. En dicha feria, Toei negoció la venta de sus nuevas series a muchas distribuidoras internacionales, entre ellas, destacan Toriko, las franquicia Pretty Cure y Saint Seiya Omega. Además de lo anterior, Toei escogió a tres países, Brasil, Francia y Taiwán quienes tuvieron el privilegio de tener un preestrenó simultáneo para el 30 de marzo, un día antes de su estreno oficial en Japón. En Brasil, el preestreno de la serie se dio a las 13 horas en el paseo de compras Jardim Sul en São Paulo. En dicho evento la distribuidora PlayArte Pictures confirmó la adquisición de los derechos de la serie convirtiéndose de ese modo en el primer país de Latinoamérica en adquirirla, incluso, han confirmado el logotipo y el título que llevaría la serie, Os Cavaleiros do Zodíaco Omega, esto haciendo una analogía al que llevó la serie clásica en Brasil a finales de los años 90´s. Para Hispanoamérica, la compañía mexicana Capital 8 ha manifestado su interés en adquirir los derechos de la serie para los países de habla hispana y por ello, han iniciado una campaña por medio de Anmtv de apoyo por parte de los usuarios de dicha página.
En diciembre de 2012 Toei Animation vuelve el fantasma de la mala calidad con la nueva administración con la serie Saint Seiya Ω se mandó a doblar al polémico Estudio Bond, y debido al bajo presupuesto, Jesús Barrero voz de Seiya no participara en el doblaje, esto molesto mucho a los fanáticos, prediciendo un nuevo fracaso para Toei con la nueva serie, y ya se han prometido realizar boicots a esta prefiriendo el material subtitulado por sobre el material original de Toei Animation Inc. para que la serie sea retirada del mercado latino tal como ocurrió con Dragon Ball Z Kai, la cual por el boicot de los fanes tuvo que ser retirada de la lista de licencias para Latinoamérica por su mal doblaje y censura.
Cabe destacar que Saint Seiya Ω se doblara del Japonés directamente, sin embargo las críticas que la serie subtitulada ya tiene, sumado a un nuevo doblaje sin las voces originales, podría dar como resultado un fracaso incluso más catastrófico que el de Dragon Ball Z Kai en el 2011 por lo que ya los fanáticos están tratando de evitar que este escenario ocurra formando grupos en las redes sociales, tal como lo hicieron en Brasil, en donde si se conservó al elenco original y se mandó al mismo estudio de doblaje que hizo las series anteriores.
Finalmente tras el movimiento de los fanes en las redes sociales y las protestas para así evitar otro fracaso como ocurrió con Dragon Ball Z Kai, Toei Animation Inc. reajusto los presupuestos, subiéndolos ligeramente para que Jesús Barrero llegara a un acuerdo y este comenzó a grabar nuevamente a Seiya. Se espera que con este ligero aumento en el presupuesto se puedan traer también al resto de los caballeros de bronce originales para sus participaciones, también regresaron María Fernanda Morales como Saori (Athena) Maru Guerrero como Shaina y Daniel Abundis como Kiki e Ichi de Hidra. Además ya se eligieron las nuevas voces protagónicas siendo Daniel Lacy quien se llevó el protagónico como Koga en la serie.
En Latinoamérica, la serie fue estrenada el 10 de marzo de 2014 a través de Etc...TV en Chile junto al anime Toriko-.

### Videojuego
Namco Bandai Games anunció a finales de marzo de 2012 que Saint Seiya Ω será adaptada al videojuego, el cual sale a la venta en Japón en otoño de 2012. En agosto se sabe que el nombre de este juego será Saint Seiya Ω - Ultimate Cosmos y estará disponible para PSP. La historia de este videojuego es independiente de la trama de la historia de Saint Seiya Ω.

### Manga
El martes 26 de marzo comenzó la serialización del manga. En la Kerokero Ace (Kadokawa Shoten), El nuevo contenido de la serie, actualmente siendo transmitida, comenzó en abril junto a los últimos capítulos del anime.

## Personajes
- Kōga de Pegaso (天馬座（ペガサス）の光牙 Pegasasu no Kōga?)

Técnicas: Pegasus Senko Ken (ペガサス閃光拳 Pegasasu Senkō-ken?, Destello de Pegaso), Pegasus Ryūsei Ken (ペガサス流星拳 Pegasasu Ryū Sei-ken?, Meteoro de Pegaso), Pegasus Rolling Crash (ペガサスローリングクラッシュ Pegasasu Rōringu Kurasshu?, Choque Rodante de Pegaso), Pegasus Suisei Ken (ペガサス彗星拳 Pegasasu Sui Sei-ken?, Cometa de Pegaso)
Seiyū: Hikaru Midorikawa, Satsuki Yukino (niño).
Es el protagonista principal de la serie. Es el nuevo Santo de Bronce de la constelación de Pegaso durante la guerra entre Athena y Marte y posteriormente en la guerra entre Athena y Pallas del siglo XXI, narrada en el Spin-Off "Saint Seiya Ω", Siendo un bebé huérfano, durante la batalla de Athena con Marte fue irradiado tanto por luz como por oscuridad, aunque haya sido instruido para manejar el elemento luz de su Cloth y es el alumno de Shaina la Santa de Plata de Ofiuco. Hace trece años Seiya salva a Kōga de Marte. Fue criado por Saori pero él no sabe que es Athena siendo entrenado desde su infancia para convertirse en un Santo. El solo descubre que Saori es Athena cuando ella vuelve a ser atacada por Marte. Marte está tratando de secuestrarla porque es la persona elegida por este para completar su malvado plan, al principio Kōga no quiere llegar a ser un caballero, pero después que Saori es atacada, decide convertirse en un santo para salvarla. Kōga tiene un fuerte espíritu rebelde, sumado además a un corazón puro y honesto. Cuando está con sus compañeros Caballeros, su poder despierta ante los enemigos de una manera sumamente considerada. Si alguno de sus amigos lo necesita, él enciende su cosmos y su verdadero poder despierta debido a los lazos de amistad.A veces puede parecer cabeza dura, pero es un buen chico, dispuesto a llegar hasta las últimas consecuencias en pos de sus seres queridos. Koga se ha jurado encontrar y salvar a Saori, la persona a la que más quiere en el mundo. Algunas ocasiones ha demostrado celos con los Caballeros de Athena, en especial con el antiguo Santo de Bronce de Pegaso y legendario Santo de Oro de Sagitario Seiya porque "pasan mucho tiempo con ella", pero ha reaccionado ya que Saori ama a todos por igual. En un principio, él no deseaba ser un Santo de Atenea, debido a su anhelo de poder elegir su destino por sí mismo en vez que este fuese hilado por otros. Sin embargo, con el correr de los capítulos Koga decide convertirse en un verdadero caballero de Athena, Koga detesta perder. Los amigos de Koga le ayudan a crecer como persona y ser un mejor Santo de Athena de tal manera que fortalece y expande su Cosmos, en especial con Yuna la Santa de Águila que lo ayudó a detener su Cosmos de oscuridad al igual que lo hizo Aria.
- Eden de Orión (オリオン星座（オリオン）のエデン Orion no Eden?)

Técnicas: Folgore Renaissance (フォルゴレ・ルネッサンス Furugore Runessansu?, Renacimiento del Fulgor), Tonitrui Saltan (トニトルイ・サルタン Tonitorui Sarutan?, Danza del Trueno), Tonitrui Fera Cælos (トニトルイ・フェラ・カーロス Tonitorui Fera Kaarosu?, Bestia del Trueno de los Cielos), Orion's Devastation (オリオンス・デヴァステーション orionsu devasutēshon?, Orión Devastador), Hilia Mastia (ヒーラ・マスティア hīra masutia?, Relámpago Fulminante), Towa no Tornado (永久のトルナード Towa no Torunādo?, Tornado Violento), Noir Big Bang (ノアール・ビッグ・バン Noāru Biggu Ban?, Gran Estallido Negro), Orion’s Extermination (オリオンス・エクスターミネーション orionsu ekusutēmināshon?, Exterminación de Orión)
Seiyū: Jun'ichi Suwabe.
Eden es el Santo de Bronce de Orión, posee un gran talento así como un gran espíritu de superación que lo convierten en uno de los más poderosos Santos de Bronce, tanto su Padre como su Media Hermana Mayor, su Madre y su Tío, han mencionado que Edén será el nuevo gobernante del nuevo mundo, Edén fue el alumno de Mycenae, el Santo de Oro de Leo. es un enigmático adolescente que cree que los fuertes deben de estar por encima de los débiles. Posee un gran aprecio a su hermanaSonia, admirando su determinación; es hijo deMarte y está dispuesto a ayudarlo a cumplir sus ambiciones, diciendo que si tiene éxito podrá crear un mundo utópico, siendo él el nuevo gobernante de la tierra que protegerá a la nueva Atenea, Aria, a la cual es amable y la quiere. Edén es seguro, pero arrogante. No es alguien que sonría o se muestra alegre por nada en particular, sino que se trata de una persona ciertamente fría, pero de pensamiento rápido. Él tampoco es muy sociable, por lo que es usual verlo siempre solo. Dado su carácter los demás estudiantes de Palestra evitan acercarse a él, a sabiendas de que Edén, no es alguien con quien se pueda entablar relación alguna. A pesar de esto, Edén quiere construir una Utopía sin sufrimiento, tristeza, dolor, conflicto o hambre.Luego de la muerte de Aria, él cambia de personalidad, prometiendo cumplir los sueños de ella, de un mundo lleno de paz, y está convencido de que su padre tiene que abrir los ojos, que su ideal no está mal, pero no es la verdadera forma de cambiar al mundo. La muerte de Aria, fue el detonante de un cambio radical y brusco en Edén, llegando incluso a querer que sus padres (Ludwig y Medea) sigan el "sueño de Aria".
- Yuna de Águila (鷲座（アクィラ）のユナ Akwira no Yuna?)

Técnicas: Divine Tornado (ディヴァイントルネード Divain Torunēdo?, Tornado Divino), Blast Typhoon (ブラストタイフーン Burasuto Taifūn?, Tifón Explosivo), Blast Scythe (ブラスト・サイス Burasuto Saizu?, Guadaña Explosiva), Aquila Spinning Predation (アクィラ・スピニング・プレデーション Akuira Supiningu Puredēshon?, Depredación Giratoria del Águila), Aquila Shining Blast (アクィラ・シャイニング・ブラスター Akuira Shainingu Burasutā?, Explosión Brillante del Águila), Storm Tornado (ストームトルネード Sutōmu Torunēdo?, Tornado Tormenta)
Seiyū: Satsuki Yukino.
Yuna es una joven que lleva una vida muy dura como un Santo femenino al servicio de Atenea. Yuna es una chica aplicada a las leyes y normas, madura y controlada. Sin embargo la ley de "portación de máscaras" es la única norma que le molesta y ella no desea tener que cumplir, pues Yuna no desea ocultarle su rostro al mundo, y menos tener que matar o amar a quien le vea sin la máscara, ley que es "absurda" según su parecer.Ella profesa una gran lealtad por Athena, a quien está decidida a proteger y así cumplir con el deber de los Santos. Se ha visto que le gusta leer, sobre todo libros de astronomía, de los cuales poder aplicar sus conocimientos para la correcta interpretación de los astros.Yuna es una guerrera de tácticas, como se puede apreciar cuando aconseja a Kouga en su batalla con Ryuho.En los subsiguientes episodios que le siguieron a su aparición, se puede apreciar que es además una persona afectuosa y gentil,y que si se cae se levanta y estima a cada uno de sus compañeros en especial por koga ya que encuentra que él tiene una luz en su interior.
- Sōma de León Menor (仔獅子座（ライオネット）の蒼摩 Raionetto no Sōma?)Técnicas: Flame Desperado (フレイムデスペラード Fureimu Desuperādo?, Bandido de las Llamas), Lionet Burning Fire (ライオネット・バーニングファイヤー Raionetto Bāningu Faiyā?, Fuego Ardiente de León Menor), Lionet Bomber (ライオネットボンバー Raionetto Bonbā?, Bombardeo de León Menor), Lionet Explosion (ライオネット・エクスプロージョン Raionetto Ekusupurōjon?, Explosión de León Menor), Lionet Great Storm Bomber (ライオネット・グレートストームボンバー Raionetto Gurēto Sutōmu Bonbā?, Gran Bombardero Tormenta de León Menor)

Seiyū: Katsuyuki Konishi.
Sōma es el mejor amigo de Kōga es un muy animado y con buenas habilidades de comunicación es juguetón y tienen un buen sentido del humor de carácter amable y alegre aun en las situaciones más difíciles, cuando se enfurece, no puede controlarse. Su padre un caballero de la Cruz del Sur fue asesinado por Sonia de Avispón y ahora está buscando a este asesino para vengarse. El elemento de su cosmos es fuego.
- Ryūhō de Dragón (龍座（ドラゴン）の龍峰 Doragon no Ryūhō?)

Técnicas: Rozan Shoryu Ha (廬山昇龍覇 Rozan shō ryū ha?, Dragón Naciente), Rozan Hyakuryūha (廬山百龍覇 Rozan Hyaku Ryū Ha?, Cien Dragones de Rozan), Suihakkei (水発勁 Suihakkei?, Liberación del Agua Interior), Kyoka Suigetsu (鏡花水月 Kyōka Suigetsu?, Espejo de Agua), Meikyo Shisui (迷宮止水 Meikyō Shisui?, Laberinto de Agua), Sui Ryuu Enbu (隋リュウエンブ Sui Ryū Enbu?, Danza del Dragón de Agua)
Seiyū: Tetsuya Kakihara.
Ryuho es el hijo de Shiryū de Libra y Shunrei. Él recibió mucho amor de sus padres en comparación con los otros caballeros. Él creció cerca de la naturaleza y tiene un gran corazón, con una personalidad maravillosa. Se convirtió en un caballero por enseñanzas de su padre. Su técnica especial se basa en la defensa (la fuerza), el elemento de su cosmos es agua y, es bueno para evitar las crisis, ve a Kōga como un hermano mayor y tiende a preocuparse por los demás antes que por él mismo. A pesar de su frágil salud, Ryūhō está dispuesto a dar su vida como Santo de Atenea.
- Haruto de Lobo (狼座（ウルフ）の栄斗 Urufu no Haruto?)

Técnicas: Hakurouken Touga Shinsou (はくろうけん とうが しんそう Hakurouken Touga Shinsou?, Colmillo Furioso de Lobo), Hiden Hōkō Tenrō Kuzushi (不二流秘伝・咆哮天狼崩し Fujiryu Hiden: Hôkô Tenrô Kuzushi?, Estilo Secreto Fuji: Aullido Destructor del Lobo Celestial), Rolling Stones (ローリングストーンズ Rōringusutōnzu?, Piedras Rodantes), Wolf's Pack Striker (ウルフズ・パク・ストライカー urufuzu paku sutaraikā?, Golpe Desesperado de Lobo), Wolf Claw (ウルフクロー Urufukurō?, Garras de Lobo)
Seiyū: Tatsuhisa Suzuki y Kaoru Mizuhara (niño)
Haruto es el santo de bronce del Lobo, y el elemento de su cosmos es tierra. Es un ninja, lo que, combinado con sus habilidades como Santo, su inteligencia y su experiencia lo hacen un formidable guerrero. Por lo general, lleva gafas pero se las quita durante las peleas. Es de personalidad estoica y calmada es una buena persona, pero rara vez sonríe. En un primer momento no se lleva bien con Kōga pero poco a poco empieza a entenderlo, llegando a poner su vida en peligro varias veces para proteger a Kōga y los otros Caballeros. Él siempre persigue la fuerza, pero al mismo tiempo, no se atreve a convertirse en un caballero.
- Shaina de Ofiuco (蛇遣い座（オピュクス）のシャイナ Opyukusu no Shaina?)

Técnicas: Thunder Claw (サンダークロウ Sandā Kurau?, Garra del Trueno)
Seiyū: Mami Koyama.
Shaina es el Santo femenino de Ofiuco que luchó al lado de Athena en contra de temibles enemigos y del Dios del Inframundo Hades que amenazaban la paz de la Tierra. Shaina ayudará a proteger a Athena, junto con Tatsumi en "Isla huérfano" al sur del santuario, también es la maestra de Kōga de Pegaso. El elemento de su cosmos es Relámpago.
- Saori Kido (城戸沙織 Kido Saori?) / Athena (女神（アテナ） Atena?, Atenea)

Seiyū: Hyang-Ri Kim / Shōko Nakagawa.
La reencarnación de la diosa Athena, la Diosa de la Justicia y la Sabiduría, siempre regresa a la Tierra cuando esta es consumida por las fuerzas del mal. Así como en el manga de Masami Kurumada, se le sigue llamando Saori Kido, como fue que su abuelo Mitsumaza Kido le llamó criándose con él en Japón. Siempre lleva consigo un báculo sagrado que simboliza a la diosa de la victoria (Niké). El escudo de oro no lo suele llevar, se encuentra junto a su estatua en el Santuario. Se ha encargado de la crianza de Kōga. Saori sufre de una maldición de Marte y se vuelve más débil cada día, posteriormente es secuestrada por Marte. El elemento de su cosmos es luz.
- Seiya de Sagitario ((射手座（サジタリアス）の星矢 Sajitariasu no Seiya?)

Técnicas: Pegasus Ryūsei Ken (ペガサス流星拳 Pegasasu Ryū Sei-ken?, Meteoro de Pegaso), Atomic Thunderbolt (アトミックサンダーボルト Atomikku Sandāboruto?, Trueno Atómico)
Seiyū: Tōru Furuya.
El protagonista principal de la serie original, Seiya fue una vez el Santo de Pegaso que luchó al lado de Athena en contra de temibles enemigos y del Dios del Inframundo Hades que amenazaban la paz de la Tierra. Ahora Seiya continua su misión como el Santo de Oro de Sagitario. Cerca del año 2000, Seiya y Athena se enfrentan a Marte, el Dios de la Guerra y rescatan a un pequeño bebé llamado Kōga, quien en el futuro heredaría la armadura de Pegaso, se encargará de enseñarle muchos de los valores positivos a Kōga. Posteriormente Seiya desaparece sin que nadie sepa su paradero. El elemento de su cosmos es luz.
- Mars, El Dios de la Guerra (戦いの神マルス Tatakai no Kami Marusu?)

Técnicas: Rubellu Sidus Gungnir (ルーベル・シドゥス・グングニル Rūberu shidusu Gunguniru?, Estrella Roja de Gugnir), Murus Ignu (ムルス・イグヌ Murusu Ignu?, Muro Ígneo), Rubellu Sidus Storm (ルーベル・シドゥス・ストーム Rūberu shidusu Sutōmu?, Tormenta de la Estrella Roja), Rubellu Sidus Meteor (ルーベル・シドゥス・メテオ Rūberu Shidusu Meteo?, Meteoro de la Estrella Roja)
Seiyū: Hidekatsu Shibata.
Es Marte para los romanos equivalente al dios de la guerra Ares de los griegos, viene a la Tierra con sus guerreros y sus dioses de la guerra (Romulus, Diana, Vulcanus y Bachus) llamados también reyes celestiales, con la intención de instaurar un nuevo orden mundial y gobernar así el Planeta. En su primer combate contra los santos protagonistas de la serie clásica, estaba concluyendo la batalla pero se interrumpe todo cuando cae algo inesperado en plena batalla desde el espacio, lo que se cree que es una especie de meteorito oscuro en pleno combate atraído por el calor del cosmos, era en realidad una gran mancha de masa oscura venida de los confines del universo enviada por Apsu tras el clamor de Medea, provocando una explosión por el campo de cosmos de Athena que se expandió por el mundo y la mancha oscura afecto completamente a Marte, cambiando su armadura y dándole más poder. el cosmos de Athena expandido dio poderes a todas las armaduras en la tierra y estas quedaron convertidas en Cloth-stones que interactúan con las constelaciones para poder ser usadas y que reaccionan a los elementos de la naturaleza. Luego de dicho acontecimiento con su nuevo poder Marte se dispone a atacar nuevamente, el santo Seiya de Sagitario logra derrotarlo pero alrededor de una década después regresa de la lava en donde se encontraban las partes de su ser y nuevamente ha venido a la tierra para conquistarla, para ello le serán útiles los poderes de Athena y que logra capturar a la diosa a quien le había alcanzado a herir con una maldición la cual hacia que pierda sus poderes con el tiempo y la encierra para succionarle su energía para utilizarla en su nuevo santuario y la Torre de Babel resurja por completo. De acuerdo a una explicación hecha por Masami Kurumada, Marte, o sea Ares según la mitología Greco-Romana, no está en la lista de dioses del Olimpo, por lo que fue desterrado a ser el decimotercer dios más importante del Olimpo,[cita requerida] además aunque no es canónica, la "Historia de las grandes guerras santas" señala que después de la primera batalla entre Poseidón y Athena, el dios Ares y sus Berserkers lucharon contra esta, la que se dice ha sido la guerra santa más violenta de la antigüedad. las cuatro legiones de Berserkers tenían contra las cuerdas a los 58 santos que eran en esa época. La cantidad de muertos era incontable, mientras que el ejército de Ares no percibía ninguna baja. Fue hasta que el caballero de Libra permitió a los Dorados utilizar las 12 armas, fue posible derrotar a los Berserkers. Ares como acto desesperado escapa al Infierno para pedirle ayuda a su tío, Hades, lo que se convirtió en la primera guerra contra el Dios del Inframundo.
- Sonia de Avispón (ホーネットのソニア Hōnetto no Sonia?) / Sonia de Escorpio (蠍座（スコーピオン）のソニア Sukōpion no Sonia?)

Técnicas: Hornet Stinger (ホーネット・スティンガー Hōnetto Sutingā?, Aguijón de Avispón), Turn Back This Darkness (ターンバックジスダークネス Tān Bakku Jisu Dākunesu?, Regreso a la Oscuridad) / Crimson Needle (クリムソン・ニードール Kurimuson Nīdōru?, Agujas Carmesí), Antares Maelström (アンタレス・メイルストロム Antaresu Meirusutorom?, Torbellino Antares)
Seiyū: Aya Hisakawa.
Sonia es la hija mayor de Ludwig/Marte, nacida del primer matrimonio de su padre y media hermana de Eden de Orión. Sonia es la líder de los santos de plata, asesina de Kazuma de la Cruz del Sur y luego es ascendida a Caballero Dorado de Escorpio para pelear contra Sōma de León Menor.
- Aria (アリア Aria?)

Seiyū: Mamiko Noto.
Es la nueva Athena en Saint Seiya Ω, sus padres fueron asesinados por los Berserkers y desde que nació obtuvo la luz de Atenea, fue criada por Mars para usarla en pro de sus planes pero a pesar de eso Aria fue una joven amable y sensible. Pero al final es asesinada por Marte.
- Subaru de Caballo Menor (小馬座(エクレウス)の昴 Ekureusu no Subaru?)

Técnicas: Supernova Explosion Maximum (スーパーノヴァ・エクスプロージョン・マキシマム Sūpānova Ekusupurōjon Makishimamu?, Máxima Explosión de Supernova), Pleiades Tempest (プレアデス・テンペスト Pureadesu Tenpesuto?, Tempestad Pléyades)
Seiyū: Yū Mizushima.
Es el nuevo personaje en la segunda temporada de Saint Seiya Ω. Un nuevo joven aliado que es un caballero de acero, es un busca-pleitos y utiliza una Steel Cloth (スチール クロス Suchīru Kurosu?, Armadura de Acero). Él es inmaduro, le encanta pelear, odia perder y sabe trabajar en equipo. Sin embargo, con ayuda de sus amigos aprenderá a confiar en ellos. Él siente resentimiento por Kōga ya que él a ganado la fama de ser llamado Asesino de Dioses y constantemente intenta pelear con él. Es ascendido a Caballero de Bronce de Caballo Menor por medio de la voluntad de la armadura.
- Palas (パラス Parasu?, Pallas)

Seiyū: Hiromi Tsuru.
Es la nueva antagonista en la segunda temporada de Saint Seiya Ω. Realmente Palas es una niña pero como todo Dios posee un descomunal cosmos. Ella ha sido asociada con Athena desde la era mitológica. Ella lentamente absorbe el poder de Athena para hacerse con el control de la Tierra. Su objetivo es destruir o robar todo lo que sea precioso para Athena, bajo su mando comandara a los Palasianos (パラサイト Parasaito?, Pallacite)
- Titán de Teogénesis (天神創世剣のタイタン Tenjinsōseiken no Taitan?)

Seiyū: Eiji Takemoto.
Es el fiel sirviente de Palas. Es un hombre totalmente tranquilo que tiene porte de elegancia y cortés. Hará lo que sea para cumplir. Él está constantemente al lado de Pallas. Su rango es Palasiano de Primer Nivel y el primero de los cuatro palasianos de primer nivel más poderoso.

## Lista de episodios
Saint Seiya Ω se estrenó en televisoras niponas el domingo 1 de abril del 2012 en TV Asahi a las 6:30a.m. (hora Tokio), y desde entonces, se estrena cada episodio los días domingo al horario anteriormente mencionado. Toei Animation ha confirmado que tenía planeado la producción de 52 episodios aproximadamente y en caso de que la serie fuese un éxito, se realizaría una segunda temporada. En respuesta a la favorable audiencia, la segunda temporada comenzó a emitirse desde el 7 de abril de 2013 en el mismo horario. La primera temporada fue concretada en 51 episodios en total y la segunda temporada continuaría en el episodio 52.

### Opening y Ending
Primera Temporada
- Opening 1

Título: "Pegasus Fantasy ver. Ω" (ペガサス幻想 ver. Ω) Pegasasu Fantajī Bājon Omega?) (Cap. 1 - Cap. 27)
Interpretado por: MAKE-UP ft. Shōko Nakagawa.
- Opening 2

Título: "Shinsei Ω Shinwa (Next Generation)" (新星Ω神話（ネクストジェネレーション） Nekusuto Jenerēshon?) (Cap. 28 - Cap. 51)
Interpretado por: Root Five (√５（ルート・ファイブ） Rūto Faibu?)
Segunda Temporada
- Opening 1

Título: "Mirai Seitoshi Ω ~Saint Evolution~" (未来聖闘士Ω ～セイントエボリューション～ Seinto Eboryūshon?) (Cap. 52 - Cap. 77)
Interpretado por: Nagareda Project (流田 Project Nagareda Purojekuto?)
- Opening 2

Título: "Senkou Strings" (閃光ストリングス～ Senkou Sturingusu?) (Cap. 78 - Cap. 97)
Interpretado por: Cyntia (シンティア Shintia?)

## Doblaje

### Doblajes de Personajes Principales
| Seiyū/Actor(es) de doblaje         | Japón             | América Latina         | España |
| ---------------------------------- | ----------------- | ---------------------- | ------ |
| Kōga de Pegaso                     | Hikaru Midorikawa | Daniel Lacy            |        |
| Seiya de Sagitario                 | Tōru Furuya       | Jesús Barrero †        |        |
| Saori Kido                         | Shoko Nakagawa    | María Fernanda Morales |        |
| Shaina de Ofiuco                   | Mami Koyama       | Maru Guerrero          |        |
| Marte / Ares                       | Hidekatsu Shibata | Salvador Reyes         |        |
| Sonia de Avispón/Sonia de Escorpio | Aya Hisakawa      | Diana Adán             |        |

## Recepción
Desde la fecha de su estreno, Saint Seiya Ω ha sido objeto de toda clase de análisis y comentarios en muchos sitios de Internet. Anmtv calificó el primer episodio de la serie de manera positiva, considerando como puntos buenos, «la inclusión de personajes clásicos, incógnitas expuestas desde el primer minuto, buena animación sin importar el diseño de personajes, buen trabajo de música de fondo y un argumento muy movido desde el primer segundo dejando con mucha expectativa y emoción la imagen final del primer episodio». Sin embargo, criticó del diseño que este tuviera una apariencia "infantil" «pero viéndolo desde el punto de vista de un fan viejo, ya desde la visión de un niño o un futuro fan, no le es tan aterrador», por lo que la página concluye «no juzgar de antemano y esperar a que fluya para saber la verdad del universo», en referencia a los futuros episodios. Worldanime considera que la serie «está enfocada para todos aquellos que no saben que fue del Saint Seiya original... estaría enfocada a niños de entre 10 y 14 años de edad» por lo que concluye que la meta de Toei con la serie es «conseguir nuevos clientes». Además, aclaró que al basarse de una serie tan clásica y popular como lo fue Saint Seiya, considera natural que haya dos bandos de opiniones sobre la nueva serie; «O te gusta o la odias, y no hay más». DECULTURE calificó el episodio de manera positiva y declaró la enorme influencia del género Magical Girl que Umakoshi ha impregnado en el estilo de dibujo de la serie. Por último concluye que «si eres un veterano fan de la franquicia tendrás tus “peros”, pero te recomiendo que no te la pierdas. Si eres muy puritano la odiarás. Y si aún no te has iniciado en el universo Saint Seiya y deseas hacerlo, no te lo pienses, y apunta Saint Seiya Omega en tu lista de series que hay que ver».